# Artavan
Artavan (en arménien Արտավան) est une communauté rurale du marz de Vayots Dzor, en Arménie. Elle compte 295 habitants en 2008.